# Таранто (залив)
Зали́в Та́ранто, устар. — Таре́нтский зали́в (итал. Golfo di Taranto; лат. Tarentinus Sinus) — залив, расположенный в северной части Ионического моря, на крайнем юге Италии.

## География

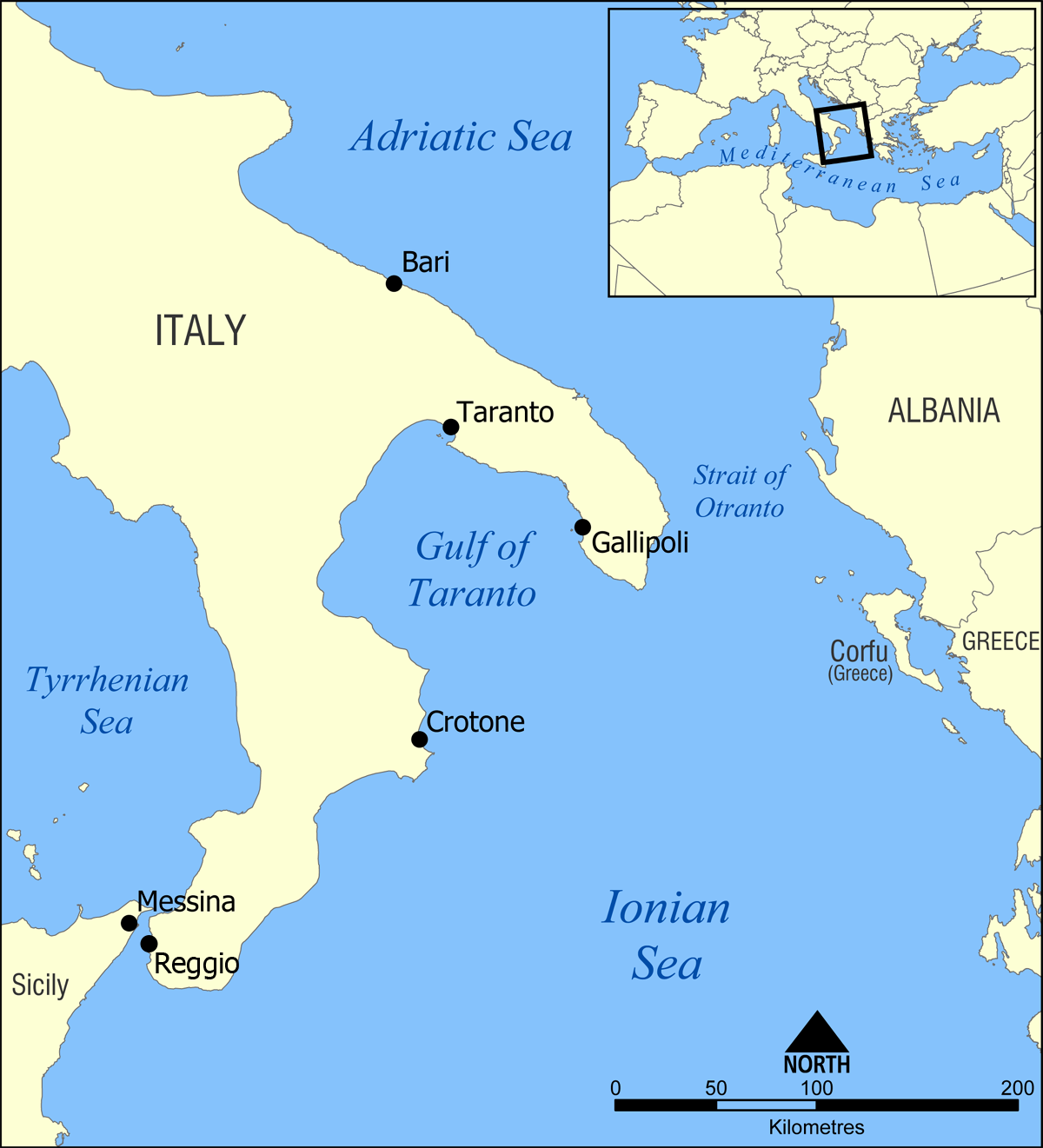

Залив расположен в морской акватории между «каблуком Итальянского сапога» на востоке (область Апулия) и его «носком» на западе (область Калабрия), побережье и районы северной части залива относятся к итальянской области Базиликата. Самый крупный город и порт — Таранто. Крайними точками являются мыс Санта-Мария-ди-Леука у фракции Санта-Мария-ди-Леука на востоке и мыс Аличе на западе. Длина побережья залива составляет 140 километров, воды его прозрачны и богаты рыбой. В центральной части залива находится впадина Таранто, глубина которой составляет 1000—1500 метров и достигает 2657 метров. На берегу растут рощи из пиний и кипарисов. В заливе находятся острова Черади.

## История
Берега залива в древности являлись частью Великой Греции, на его берегах располагались греческие колонии Тарент (Таранто), Метапонт, Гераклея, Сибарис, Турия, Кротон (Кротоне). Греки назвали залив Ионическим (греч. Ionios Kolpos), а регион, прилегающий к нему, стал известен как Великая Греция. В III—II веках до н. э. эта территория была подчинена римлянам, которые придумали современное название Tarentinus Sinus. После падения Рима в V веке регион перешёл под власть Византии, затем арабов и норманов. В позднее средневековье и новое время территории вокруг залива входили в Неаполитанское королевство и Королевство обеих Сицилий, в XIX веке стали частью объединённой Италии. В годы Первой мировой войны Тарентский залив был закрыт для судоходства.
26 апреля 1977 года специальным президентским указом вся акватория залива была объявлена «внутренним морем» Италии, её «историческим наследием», вследствие чего залив находится под полной юрисдикцией итальянского государства. Такое решение вначале оспаривалось США, Великобританией и Мальтой, однако в настоящее время этот вопрос практически не затрагивается.
В заливе расположена крупная военно-морская база НАТО.